# Huis Hoosden

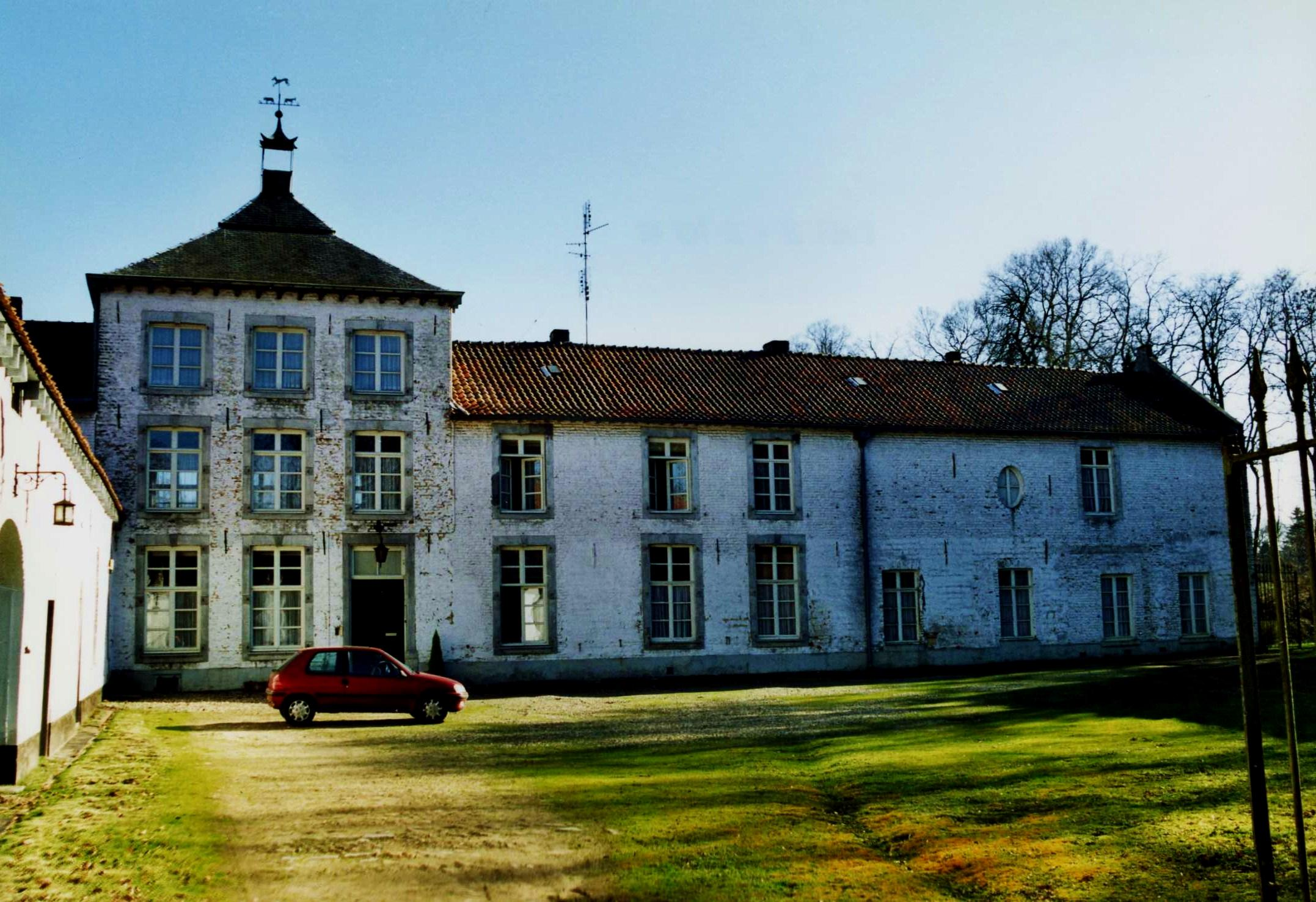
Huis Hoosden

Het Huis Hoosden of Hoosten is een herenhuis met omliggend landgoed in Sint Odiliënberg in de gemeente Roerdalen in de Nederlandse provincie Limburg. Het complex ligt in het Roerdal met ten noorden ervan de kerkberg Sint-Petrusberg met daarop de basiliek en Onze-Lieve-Vrouwekapel en ten oosten ervan de oude dorpskern.

## Geschiedenis
Vanaf de 16e eeuw was het goed Hoosden een herenboerderij die werd verpacht. In 1637 kwam Hoosden in handen van de jezuïeten in Roermond. Door landverbetering en ontginning werden de opbrengsten van het landgoed verhoogd. Waarschijnlijk omstreeks 1662 werd de vervallen hoeve gesloopt en kwam er een nieuw gebouw.
De jezuïeten bouwden in 1737 Hoosden om tot buitenverblijf, waarvoor men een steenoven bouwde. In 1743 bestond Hoosden volgens een plattegrond uit een vierkant plein waar omheen de gebouwen stonden, waaronder de bouwhoeve. In het oosten stond ook nog een langgerekt gebouw, dat in de 19e eeuw op de Tranchotkaart niet meer te vinden is.
In 1772 bouwde men weer een steenoven met als doel om uitbreidingen of verbouwingen te plegen, maar die plannen kwamen te vervallen toen in 1773 de jezuïetenorde opgeheven werd.
Het complex werd in de loop van de 19e eeuw gewijzigd door de kopers van het geconfisqueerde goed, waarbij de vleugel aan de oostzijde en de gebouwen in het westen tegenover het hoofdgebouw af te breken. In de 19e eeuw woonden er telgen uit de Roermondse magistratenfamilie Geradts.
Vlak voor het einde van de Tweede Wereldoorlog werd de oude pachthoeve verwoest en werd niet meer opgebouwd. In plaats daarvan bouwde men een muur met toegangshek. Na het overlijden van de 100-jarige Suzanne Geradts-Regout (kleindochter van de Maastrichtse fabrikant Jules Regout) in 2004, werd het familiebezit verkocht.

## Beschrijving
Het huis Hoosden bestaat uit een hoofdgebouw met aan de westzijde ervan een vierkant plein, aan de noordzijde daarvan aansluitend op het hoofdgebouw een dienstgebouw en aan de zuidzijde een dienstgebouw los van het hoofdgebouw. Tussen het noordelijke en het zuidelijke dienstgebouw staat aan de westkant van het plein een muur met toegangshek en tussen het zuidelijke dienstgebouw en het hoofdgebouw bevindt zich een toegangshek. Op het landgoed bevindt zich een hagelkruis.

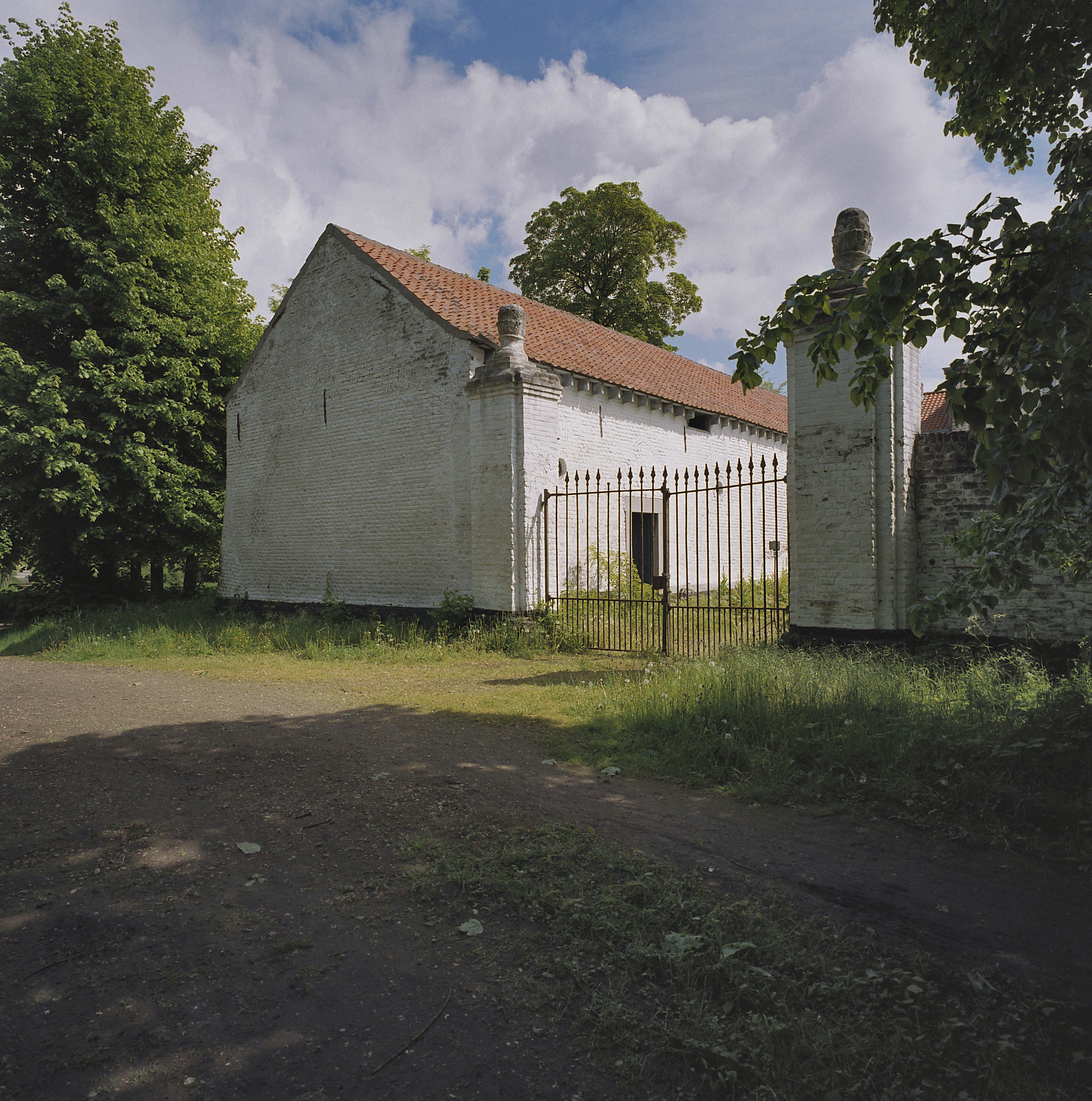
Toegangshek
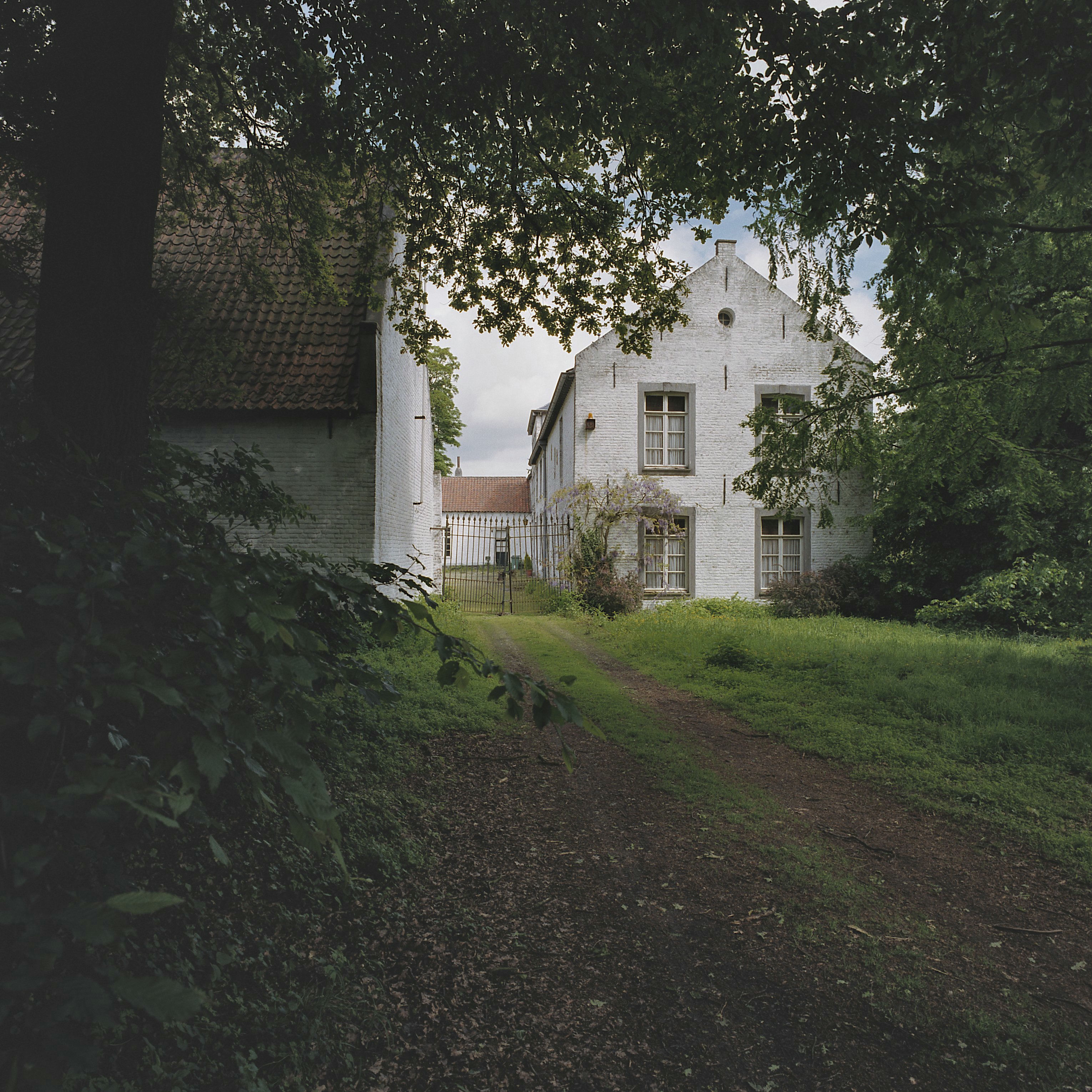
Binnenplaats
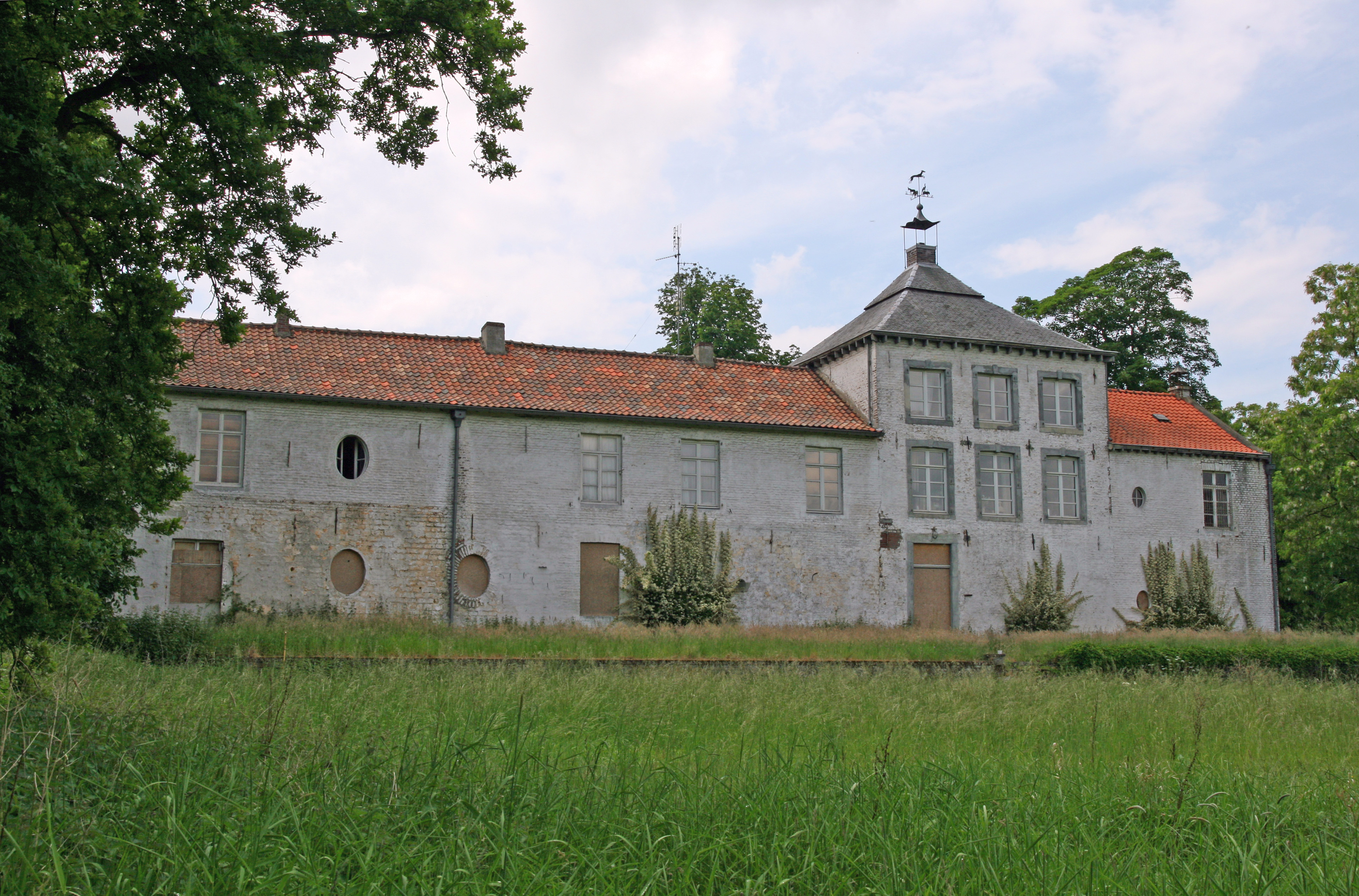
Tuinzijde
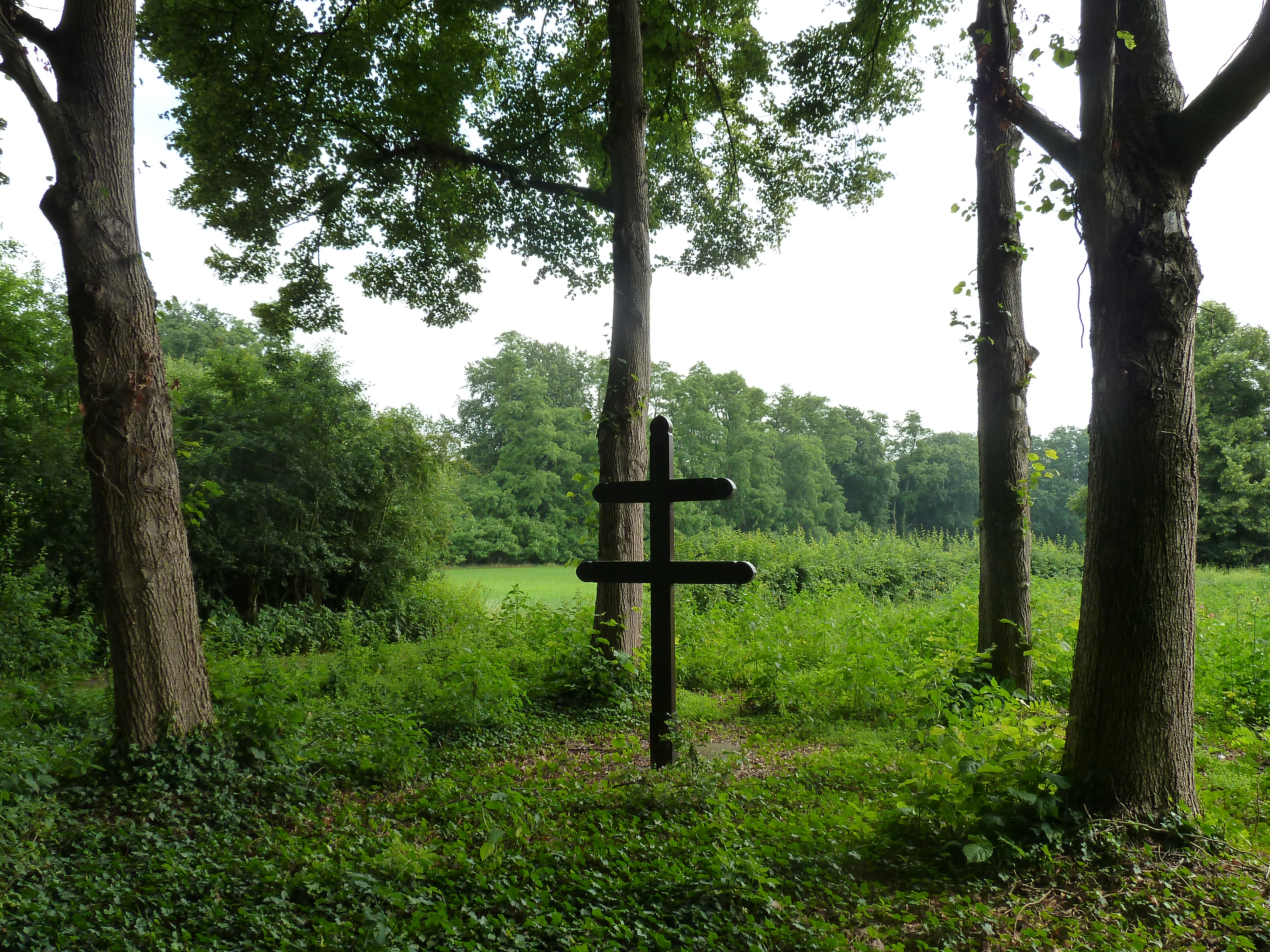
Hagelkruis